# Con el corazón
Con el corazón es una telenovela boliviana creada y producida por el youtuber Alejandro Pinedo y TVMi para el canal de televisión ATB.

## Sinopsis
La historia relata sobre los acontecimientos en la vida de Alejandro (Alejandro Pinedo), quién trabaja en una empresa de publicidad. Bajo las órdenes de su jefe, y a punto de convertirse en CEO de la empresa, llega María Laura, la hija del jefe, junto con su novio, Peter. 
Para ese momento, Alejandro salía con Claudia (Kathleen Facio), su novia que esta obsesionada con él. Alejandro y María Laura se conocen en el trabajo, y conforme pasan los días, ambos buscaran la manera de estar juntos, inclusive cuando Peter (Jhojann Figueroa) se convierta en un obstáculo.

## Elenco
- Alejandro Pinedo como él mismo.[1]
- Dora Quispe como la mamá de Alejandro.
- Laura Liberman como María Laura, la mejor amiga de Alejandro y su interés amoroso.
- Alex López como el mejor amigo de Alejandro
- Alissa Dorado como la mejor amiga de Alejandro
- Jhojann Figueroa como Peter, el némesis de Alejandro.
- Jaime Bravo como el jefe, padre de María Laura.
- Juana Chauca, como la abuela de Alejandro.
- Kathleen Facio como Claudia la novia de Alejandro, quién esta obsesionada con él.
- Grince del Castillo como Mariana, la amiga de Claudia
- Anavela Gutiérrez como Marcela, la tía de Alejandro
- Baneza Teran, como la compañera de trabajo de Alejandro. Esta interesada en él pero no es correspondido.

### Artistas invitados
- Juan Pinedo, como el socio de la empresa.
- Alejandra Reyes, como la amiga de la infancia de María Laura.

## Episodios
| Temporada | Temporada | Episodios | Rango de episodios | Emisión original         | Emisión original    | Ambientación (año) | Cadena original |
| Temporada | Temporada | Episodios | Rango de episodios | Inicio                   | Final               | Ambientación (año) | Cadena original |
| --------- | --------- | --------- | ------------------ | ------------------------ | ------------------- | ------------------ | --------------- |
|           | 1         | 157       | 1 - 157            | 21 de septiembre de 2020 | 26 de abril de 2021 | 2020-2021          | ATB             |

## Banda sonora
| Con el corazón |                    |          |  |
| N.º            | Título             | Duración |  |
| 1.             | «Ella me persigue» | 3:42     |  |
| 2.             | «Idilo»            | 4:32     |  |
| 3.             | «Jilguero Flores»  | 3:38     |  |
| 4.             | «Hotel California» | 7:52     |  |
| 5.             | «Rosero 2»         | 1:42     |  |